# Justin Hodgman
Justin Hodgman (ur. 27 czerwca 1988 w Brampton, Ontario) – kanadyjski hokeista.

## Kariera
- Huntsville Otters (2004–2005)
- Erie Otters (2005–2009)
  -  Fort Wayne Komets (2007, 2008, 2009)
- Toledo Wall (2009–2010)
  -  Fort Wayne Komets (2010)
- Toronto Marlies (2010–2011)
  -  Reading Royals (2010)
- Pelicans (2009–2010)
- Mietałłurg Magnitogorsk (2012−2013)
- Torpedo Niżny Nowogród (2013)
- Admirał Władywostok (2013–2014)
- Arizona Coyotes (2014–2015)
- Portland Pirates (2014–2015)
- Chicago Wolves (2015)
- Örebro HK (2016)
- HC Pardubice (2016)
- Pelicans (2016–2017)
- Fort Wayne Komets (2017-2019)
- Krefeld Pinguine (2019–2020)
- Ferencvárosi TC (2020-)

Przez cztery sezony występował w kanadyjskiej juniorskiej lidze OHL w ramach CHL. Następnie grał w amerykańskich rozgrywkach IHL, AHL, ECHL. Od sierpnia 2011 zawodnik fińskiego klubu Pelicans w SM-liiga. W marcu 2012 przedłużył kontrakt z klubem o rok, jednak w maju tego roku został zawodnikiem rosyjskiej drużyny Mietałłurg Magnitogorsk w lidze KHL. Od 20 października 2013 zawodnik Torpedo Niżny Nowogród (w toku wymiany z Niżnego Nowogrodu do Magnitogorska trafił za niego Tim Brent). Od 18 grudnia 2013 zawodnik Admirała Władywostok. Od lipca 2014 zawodnik Arizona Coyotes. W sezonie 2014/2015 występował w klubie farmerskim w AHL, Portland Pirates. Od lipca 2015 zawodnik St. Louis Blues, jednak od początku sezonu 2015/2016 występował w zespole farmerskim Chicago Wolves. Od stycznia do lutego 2016 zawodnik Örebro HK. Od maja do września 2016 zawodnik HC Pardubice. Od października 2016 ponownie zawodnik Pelicans. Od lipca 2017 ponownie zawodnik Fort Wayne Komets. Od maja 2019 do marca 2020 był graczem niemieckiego klubu. W sierpniu 2020 przeszedł do Ferencvárosi TC.

## Sukcesy
Klubowe
- Puchar Turnera (IHL): 2008, 2009, 2010 z Fort Wayne Komets
- Srebrny medal mistrzostw Finlandii: 2012 z Pelicans

Indywidualne
- Bud Poile Trophy – Najbardziej Wartościowy Gracz (MVP) play-off IHL: 2008, 2009
- SM-liiga (2011/2012):
  - Najlepszy zawodnik miesiąca - luty 2012
  - Trzecie miejsce w klasyfikacji asystentów w sezonie zasadniczym: 39 asyst[20]
  - Piąte miejsce w klasyfikacji kanadyjskiej w sezonie zasadniczym: 53 punkty[21]
  - Piąte miejsce w klasyfikacji asystentów w fazie play-off: 8 asyst[22]
- ECHL (2018/2019): Mecz Gwiazd ECHL